# Tratado de Nonsuch
El tratado de Nonsuch, firmado en agosto de 1585 en el Palacio de Nonsuch en Surrey (Inglaterra), estableció una alianza militar por la cual Inglaterra enviaría tropas en ayuda de las Provincias Unidas de los Países Bajos en la guerra de los Ochenta Años que éstas mantenían contra España por su independencia. El tratado sería renovado en 1598.

## Contexto
Desde 1566-68 las Provincias Unidas de los Países Bajos, bajo dominio de la Monarquía Hispánica, mantenían contra esta una serie de enfrentamientos armados encaminados a conseguir su independencia (la llamada guerra de Flandes o guerra de los Ochenta Años), en respuesta a las restricciones de culto religioso y a la política fiscal opresiva que el gobierno español mantenía en los Países Bajos.
El 31 de diciembre de 1584 Felipe II de España se comprometió mediante la firma del tratado de Joinville a financiar a la Liga Católica francesa en su lucha contra los protestantes hugonotes; la perspectiva de una alianza católica entre España y Francia fue considerada por Isabel I de Inglaterra como una amenaza. Además en mayo de 1585 los barcos ingleses fueron apresados en los puertos españoles.

## El tratado
El 10 de agosto de 1585 la reina Isabel I de Inglaterra y los representantes de las Provincias Unidas, reunidos en el Palacio de Nonsuch de Surrey, firmarían un acuerdo mediante el cual:
- Inglaterra se comprometía a enviar 400 soldados de caballería y 4000 de infantería (inicialmente destinados a levantar el sitio de Amberes, que terminaría una semana después con victoria española). Esta fuerza se vería posteriormente incrementada hasta 1000 jinetes y 5000 infantes;
- Inglaterra apoyaría económicamente a las Provincias Unidas con una cantidad de 600 000 florines anuales (aproximadamente la cuarta parte del coste de la guerra);
- Los puertos holandeses de Rammekens (Ritthem), Brielle y Flesinga serían cedidos hasta 1616 a Inglaterra como aval por su ayuda; este punto provocaría las objeciones de Zelanda, la provincia holandesa más perjudicada por el trato;
- Inglaterra tendría derecho a designar al gobernador general de las provincias holandesas alzadas contra España; Robert Dudley sería señalado a tal efecto.

## Consecuencias
Aunque anteriormente ya había tropas inglesas luchando en la guerra en el bando holandés, la alianza anglo-holandesa resultante del tratado supondría un importante apoyo militar a la lucha de las Provincias Unidas contra España en la guerra de Flandes.
La alianza entre Inglaterra y las Provincias Unidas fue considerada por Felipe II de España como un acto hostil, que conduciría al estallido de la guerra anglo-española de 1585-1604 y al intento de invasión española de Inglaterra por la Gran Armada  en 1588.

## Ampliación
El acuerdo sería renovado en 1598 con la firma del tratado de Westminster
.